# Pierre Bayle (céramiste)
Pour les articles homonymes, voir Bayle et Pierre Bayle.
Pierre Bayle potier et céramiste français, né le 3 juin 1945 à Aigues-Vives (Aude), mort le 18 mars 2004 à Béziers. Une stèle lui rend hommage au cimetière de Mailhac.

## Biographie
Pierre Bayle étudie au collège d'enseignement technique de Castelnaudary et obtient un CAP de « modeleur d'après plans, option faïence » en 1962. Il travaille en même temps dans une petite poterie à Castelnaudary, où il débute comme ouvrier-tourneur en faïence en 1962. Il tourne des pots de jardin. Puis il se rend à Paris où il travaille jusqu'en 1969 environ avant de revenir en Languedoc, à Minerve.
En 1970, Bayle s'installe dans le Minervois, d'abord à Minerve, où il réside et travaille pendant quatre ans, puis s'installe définitivement à Mailhac en 1974, construit lui-même son propre four avec les briques usagées d'un four de boulanger. Pierre Bayle entreprend des recherches sur la terre sigillée, technique de la céramique romaine très présente dans l'ancienne Narbonnaise, permettant d'éviter le polissage en obtenant un aspect vernis. Il utilise une terre blanche, procède par application d'engobes en argile et par enfumage en fin de cuisson. Il obtient ainsi des pièces à l'aspect lisse et satiné, noires ou claires colorées de rose et de jaune.
Dès son implantation à Minerve, il commence par produire des objets en série ; de là, il poursuit ses travaux d'exploration de formes et perfectionne la technique de la sigillée.
Il est devenu l'un des céramistes représentants la France lors de manifestations internationales. Il est également exposé en France, notamment au musée national de Céramique de Sèvres et à Carcassonne, où une grande exposition lui est consacrée durant l'hiver 1996-1997.

## Collection publique
- France

Roanne, Musée Joseph Déchelette

## Sources

### Filmographie
- Jean-Pierre Janssen, Les Quatre Éléments, coproduction ministère de la Culture - Antenne 2, 1985
- Vincent Calvet, Pierre Bayle, artisan céramiste, Fondation Bettencourt-Gedeon Programmes, 2002 http://vincentcalvet.com/Pierre_Bayle.html

## Note
1. ↑  Jean Paulet fut le premier à installer son atelier dans une maison de boulanger, à Saint-Guilhem-le-Désert dans l'Hérault, en adaptant le four à pain pour la céramique.